# Перфектният ритъм 3
„Перфектният ритъм 3“ (на английски: Pitch Perfect 3) е американска музикална комедия от 2017 г. на режисьора Триш Сий, по сценарий на Кей Кенън и Майк Уайт. Филмът е продължение на „Перфектният ритъм 2“ (2015) и е третата част от поредицата „Перфектният ритъм“. Във филма участват Ана Кендрик, Ана Кемп, Ребъл Уилсън, Британи Сноу, Хейли Стайнфелд, Хана Мей Лий, Естер Дийн, Криси Фит, Алексис Кнап, Джон Литгоу, Мат Латнър, Руби Роуз, Кели Джакъл, Шели Регнър, Джон Майкъл Хигинс и Елизабет Банкс.
Снимките започват през януари 2017 г. в Атланта и завършва през април 2017 г. Филмът е пуснат в Съединените щати на 22 декември 2017 г., който получава смесени отзиви от критиците и печели 185 млн. щ.д. срещу бюджет от 45 млн. щ.д.